# Хумболтова струја
Хумболтова струја или Перуанска струја је хладна морска струја која тече уз западну обалу Јужне Америке. Настаје од вода струје западних ветрова у јужном Пацифику. Име је добила по немачком научнику Александру фон Хумболту. Креће се уз обале Чилеа и Перуа, где лагано скреће ка западу и утиче у воде Јужноекваторијалне струје. Температура јој је приближно 12-15°C, а њена дужина је око 1.000 километара. Перуанска струја има најпродуктивнији водени екосистем о чему сведочи просечан улов рибе који чини око 20% укупног светског улова. Настајањем климатског феномена Ел Нињо, Перуанска струја слаби или потпуно нестаје.